# Pliche circolari

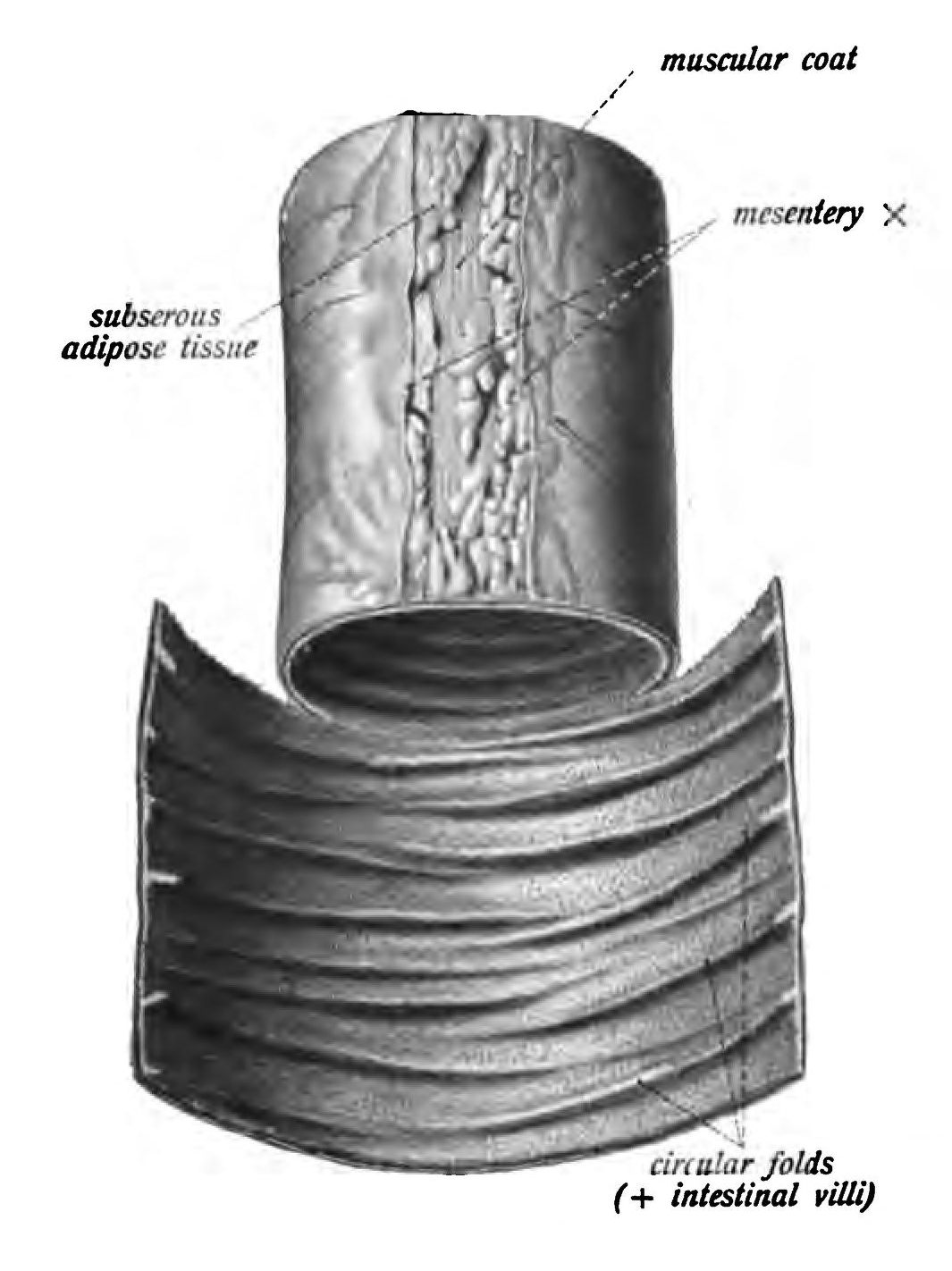
Piccolo intestino (digiuno-ileo) con pliche circolari.

Le valvole di Kerckring, dette anche "pieghe di Kerckring" o "conniventi", sono grosse pliche, situate all'interno della mucosa dell'intestino tenue,  che sporgono nel lume fino a 8 mm, e sono orientate trasversalmente rispetto all'asse maggiore dell'intestino. 
Il loro scopo è di rallentare il transito del chimo e di aumentare la superficie di mucosa a contatto con il materiale alimentare, favorendo così i processi assorbitivi. 
Sono ampie e molto numerose nella prima parte del digiuno e tendono a diminuire in numero e in ampiezza, fino a scomparire completamente nell'ultima parte dell'ileo. 